# Фердинан Фош
Фердина̀н Фош (на френски: Ferdinand Foch, [fɛʁ.di.nɑ̃ fɔʃ]) е френски маршал и главнокомандващ на съюзническите сили през последните месеци на Първата световна война. Той е считан за военачалника, най-отговорен за съюзническата победа във войната. През ноември 1918 г. той приема германското прекратяване на военните действия и присъства на подписването на примирието на 11 ноември 1918 г.

## Ранни години
Фош е роден на 2 октомври 1851 г. в Тарб, в набожно католическо семейство. Той е син на държавен служител родом от Валантин. Брат му, Жермен Фош, е йезуитски свещеник. Като дете, Фердинан се вдъхновява от историите за кампаниите на дядо си по майчина линия, който служи като офицер по време на Наполеоновите войни. На 6-годишна възраст той вече чете за военни битки.
През 1869 г. е приет в йезуитското училище в Мец и се подготвя за входния изпит на Политехническото училище. В Мец той заварва загубата на страната си във Френско-пруската война, което оставя незаличимо впечатление у него. Когато взема изпитите си през юли 1870 г., войната вече е избухнала. Когато се връща у дома, той се записва в армията, но не участва във военните действия. През 1871 г., след подписването на примирието, той се завръща в Мец и е принуден да живее сред германските войници, които са там. Мец се е превърнал в немски град. Гневът го подтиква да стане войник и да си постави за цел възвръщането на Мец и Лотарингия на Франция.

## Военна кариера
След две години в Политехническото училище в Париж, Фош се записва в артилерийското училище през 1873 г. Като артилерийски офицер, той се доказва както като пламенен войник, така и като опитен техник. През 1885 г. е приет във Военното училище в Париж. През 1895 г. той се завръща там като майор, за да преподава обща тактика, а скоро след това е повишен на професор. През 1908 г., когато вече е бригаден генерал, френският министър-председател Жорж Клемансо го назначава за началник на училището. Междувременно, Фош командва различни формирования и служи в различни щабове. Той формулира доктрината си в два труда: „Принципите на войната“ (1903) и „Относно провеждането на война“ (1904). В тях, ключовите думи са „мисъл“ и „воля“.
След като командва дивизия през 1911 г. и за кратко армейски корпус, през август 1913 г. му е поверено командването на 20-и армейски корпус в Нанси, който защитава границата на Лотарингия. Към този момент, това изглежда като връхната точка в кариерата на Фош, тъй като той трябва да се пенсионира след три години.

## Първа световна война
Първата световна война за Франция избухва на 2 август 1914 г. Фош се сражава на десния фланг, в Лотарингия. На 28 август се образува опасна пролука в центъра, а главнокомандващият Жозеф Жофър привиква Фош да командва отряда, който се съставя там (по-късно превърнал се в 9-а армия). Врагът се опитва да пробие линията, но Фош удържа. Упоритостта му позволява на Жофър да победа в първата битка при Марна. Същото важи и за битките при Изер и Ипър, където е изпратен от Жофър да координира усилията на французите, англичаните и белгийците, които са тежко атакувани.
В продължение на две безрезултатни години, 1915 – 1916 г., Фош командва група армии Север и напразно се опитва да пробие германските линии при Артоа и Сома, но не успява да компенсира липсата на екипировка и провизии. През май 1917 г. е назначен за началник-щаб армията, което го прави съветник на съюзническите армии. По това време Руската империя е на ръба на рухване, което би позволило на Германия да изтегли всичките си войски към Западния фронт, където белгийци, англичани и французи са под отделни командвания. Фош предвижда, че когато германците ударят този слабо консолидиран фронт, всяка армия ще гледа само себе си, а съюзническите линии биха поддали. Той призовава за установяването на едно общо командване, но британският министър-председател Дейвид Лойд Джордж и Клемансо отказват да го послушат.
Въпреки това, събитията скоро показват, че Фош е прав. На 21 март 1918 г. британският фронт в Пикардия рухва под натиска на германската армия. Към 24 март британският фелдмаршал Дъглас Хейг вече планира отплаването на силите си от континента, а френският генерал Филип Петен вече планира отбраната на Париж. Разделянето на армиите вече е започнало. Германците бързо осъзнават ситуацията и бързо пристъпват в офанзива.

### Главнокомандващ на съюзническите сили
Лойд Джордж и Клемансо разбират, че Фош е единственият човек, който би могъл да запълни пролуката. В началото на май Фош е назначен за главнокомандващ на съюзническите армии на Западния и Италианския фронтове. Сблъсъкът на двете воли започва – Ерих Лудендорф, който е главнокомандващ на германските сили, срещу Фош. Лудендорф, който разполага с първия ход и числено превъзходство, усилва офанзивите си. Междувременно Фош се опитва да ги парира, изчаквайки пристигането на американските армии. Той подтиква хората си да се сражават на границата на издръжливостта и в крайна сметка успява да възпре Лудендорф в Пикардия, а след това и във Фландрия. Но за да подкрепи английски войски, които са изблъсквани от силите на Лудендорф по море, Фош изтегля войските си от френския фронт. Лудендорф се възползва от това. На 27 май той пробива фронта, а войските му достигат до река Марна. На 9 май се отваря нова дупка при Оаз. Фош успява отново да спре настъплението на германците. Тогава Лудендорф решава да рискува с всичко, което разполага, преди да са се включили американците срещу него. На 15 юли той предприема масирано настъпление в Шампан. Два дни по-късно той е спрян.
След неуспеха на Лудендорф, идва ред на Фош да нападне. С две офанзиви на 18 юли и 8 август той изтласква силите на Лудендорф обратно до отбранителна позиция. На 6 август Фош е удостоен със званието маршал на Франция, докато засилва офанзивата си срещу германците, като не дава почивка нито на врага, нито на собствената си войска. В крайна сметка, германската армия, вече изтощена и намаляваща, е застрашена от разпадане вследствие революцията в Германия и е изоставена от съюзниците ѝ. Това принуждава Германия да моли за примирие, условията на които са диктувани от маршал Фош в името на Съюзниците на 11 ноември 1918 г. в Ретонд. На 26 ноември Фош се завръща в Мец вече успял да осъществи мисията в живота си – да върне Елзас и Лотарингия на Франция. Фош се застъпва за мирни условия, които да обезоръжат Германия, така че тя повече никога да не представлява заплаха за Франция. Той смята Версайския договор за твърде снизходителен към Германия и при подписването му в края на юни 1919 г. той заявява: „Това не е мир. Това е примирие за двадесет години.“ – думите му се оказват пророчески, тъй като точно след 20 години избухва Втората световна война.
След края на Първата световна война, Фош е залят от почести, сред които и повишаването му в маршал на Великобритания и Полша. Умира на 20 март 1929 г. в Париж. Погребан е близо до Наполеон под купола на Свети Луи на Инвалидите, в Дома на инвалидите.